# Чепарі (Бістріца-Несеуд)
Чепарі (рум. Cepari) — село у повіті Бистриця-Несеуд в Румунії. Входить до складу комуни Думітра.
Село розташоване на відстані 336 км на північ від Бухареста, 12 км на північний захід від Бистриці, 80 км на північний схід від Клуж-Напоки.

## Населення
За даними перепису населення 2002 року у селі проживали 906 осіб. Усі жителі села рідною мовою назвали румунську.
Національний склад населення села:
| Національність | Кількість осіб | Відсоток |
| -------------- | -------------- | -------- |
| румуни         | 870            | 96,0%    |
| цигани         | 36             | 4,0%     |